# Spissistilus occidentalis
Spissistilus occidentalis är en insektsart som beskrevs av William D. Funkhouser. Spissistilus occidentalis ingår i släktet Spissistilus och familjen hornstritar. Inga underarter finns listade i Catalogue of Life.